# Ampedus rubricollis
Ampedus rubricollis es una especie de escarabajo del género Ampedus, familia Elateridae. Fue descrita científicamente por Herbst en 1806.
Esta especie se encuentra en los Estados Unidos y Canadá. 